# Fabius (villaggio, New York)
Fabius è un villaggio degli Stati Uniti d'America, situato nello stato di New York, nella contea di Onondaga.